# Yabonsgo
Ne doit pas être confondu avec Yabongo.
Yabonsgo, également orthographié Yabonsgho, est une localité située dans le département de Ouahigouya de la province du Yatenga dans la région Nord au Burkina Faso.

## Géographie
Yabonsgo se trouve à 8 km au nord du centre de Ouahigouya, le chef-lieu de la province, à 2,5 km au nord-est de Bogoya, et à 5 km au nord-est de la route nationale 2.

## Économie
Depuis quelques années des sites d'orpaillage artisanal se développent sur le territoire de Yabonsgo, ainsi que des villages voisins, exploités par la société Burkina or métal avec tous les problèmes sanitaires (usage non contrôlé du cyanure et pollution des terres) et sécuritaires (exploitation en saison des pluies, absence de règles de sécurité) associés à ses sites sans réglementation.

## Santé et éducation
Le centre de soins le plus proche de Yabonsgo est le centre de santé et de promotion sociale (CSPS) de Bogoya tandis que le centre hospitalier régional (CHR) de la province se trouve à Ouahigouya.